# 国際アマチュア・ペア碁選手権大会
国際アマチュア・ペア碁選手権大会（こくさいアマチュア・ペアごせんしゅけんたいかい）は、男女ペアによるペア碁の国際大会。オールアマ忘年囲碁大会で毎年恒例となっていたペア碁戦が、ペア碁の普及と国際交流を目的として、1990年に4カ国の参加で第1回をNKB杯国際囲碁アマチュア・ペアトーナメント大会として開催。その後はアジア、ヨーロッパ、南北アメリカ、オセアニア、アフリカ各国・地域の代表選手が参加。1991年から国際囲碁連盟主管、1994年から日本ペア碁協会が主催。本戦とハンデ戦が行われる。
- 名称
  - （1回）NKB杯国際囲碁アマチュア・ペアトーナメント大会
  - （2-3回）I・A・P-GO杯国際アマチュア・ペア囲碁選手権大会
  - （4回）I・A・P-GO杯 / J・A・P-GO杯国際アマチュア・ペア囲碁選手権大会
  - （5-7回）I・A・P-GO杯 / J・A・P-GO杯国際囲碁アマチュア・ペア囲碁選手権大会
  - （8-11回）I・A・P-GO杯 / J・A・P-GO杯国際アマチュア・ペア囲碁選手権
  - （12回）I・A・P-GO杯 / J・A・P-GO杯国際アマチュア・ペア囲碁選手権大会
  - （13-18、20回-）I・A・P-GO杯 / J・A・P-GO杯国際アマチュア・ペア碁選手権大会
  - （19回）J・A・P-GO杯国際アマチュア・ペア碁選手権大会
  - （31回）松田昌士メモリアル 国際アマチュア・ペア碁選手権大会（IAPG杯 / JAPG杯）
  - （32回）国際アマチュア・ペア碁選手権大会（IAPG杯 / JAPG杯）
- 主催 （1-4回）大会実行委員会、（5-18回）日本ペア囲碁協会・大会実行委員会、（19回-）日本ペア碁協会・大会実行委員会
- 主管 （2回-）国際囲碁連盟、（18回-）世界ペア碁協会
- 後援 外務省、文化庁、日本棋院、（1,18回-）関西棋院、（1,18回-）朝日新聞社、（1回）上海新民晩報、（2回-）運輸省 / 国土交通省、（2回-）毎日新聞社、（3回-）NHK、（3回-）産経新聞社、（3回-）日本経済新聞社、（6回-）読売新聞社
- 特別協賛 （1回）NKB、（2回-）JR東日本、（2-5回）JTB、（2回-）日本航空、（6回-）日立製作所

ハンデ戦は、第10回からは荒木杯。2008年第19回優勝ペアは第1回ワールドマインドスポーツゲームズのアマチュア日本代表となった。

## 方式
本戦には日本国内8地域代表選手、及び各国代表選手の、計32組が出場、優勝ペアを国際アマチュア・ペア碁選手権（I・A・P-GO杯）、日本最上位ペアを全日本アマチュア・ペア碁選手権（J・A・P-GO杯）とする。1-9回はトーナメント戦、10回以降はスイス方式トーナメント戦。またベスト・ドレッサー賞を選出する。
ハンデ戦は一般公募による自由参加で、棋力によりA-Cブロックにてスイス方式トーナメント戦を実施。
10-16回は、パンダネット杯インターネット世界アマチュア囲碁大会の優勝・準優勝者のペアによる、インターネットペア囲碁世界対局を実施。
ペア内での相談は、手番の確認と、投了の相談以外は禁止。手番を間違えた場合はペナルティとして3目のコミを出す。
持ち時間は本戦が60分、「公式ハンデ戦」が40分で、切れ負け。

## 本戦成績
| 回次 | 年度 | 参加国 ・地域数 | 優勝                                     | 2位                            | 3位                          |
| ---- | ---- | --------------- | ---------------------------------------- | ------------------------------ | ---------------------------- |
| 1    | 1990 | 4               | 湊川幸子・小森祥嗣（日本）               | 中村智佳子・曽我部敏行         | 中村泰子・府栄野友康         |
| 2    | 1991 | 12              | 張成華・謝裕国（中国）                   | 湊川幸子・小森祥嗣             | 金井智子・金沢東栄           |
| 3    | 1992 | 14              | 湊川幸子・小森祥嗣（日本）               | 金井智子・松多洋一郎           | 小池久子・村岡利彦           |
| 4    | 1993 | 14              | 馬場智弓・吉田晃（日本）                 | 牧口佳奈・村岡利彦             | 林むつみ・長野俊             |
| 5    | 1994 | 16              | 梅沢由香里・坂井秀至（日本）             | 李晶媛・朴成洙                 | 佃優子・神野正昭             |
| 6    | 1995 | 17              | 権孝珍・李卿輔（韓国）                   | 張凱馨・林至涵                 | 今村由紀・窪庭孝             |
| 7    | 1996 | 18              | 中村智佳子・曽我部敏行（日本）           | 今村康子・小板橋理             | 吉岡幸子・石原重昭           |
| 8    | 1997 | 19              | 鄭淑卿・黄祥任（中華台北）               | 富紅梅・佐藤邦器               | 李玟眞・李鶴容               |
| 9    | 1998 | 20              | 金世實・朴成均（韓国）                   | 高梨聖子・永井正義             | 後藤菜穂子・多賀文吾         |
| 10   | 1999 | 22              | 後藤菜穂子・多賀文吾（日本）             | 田中弓子・小森祥嗣             | 金世英・姜信榮               |
| 11   | 2000 | 22              | 権美賢・林賢哲（北朝鮮）                 | 平岡由里子・平岡聡             | 佐藤もも代・下橋幸一         |
| 12   | 2001 | 21              | 范蔚菁・黄晨（中国）                     | 李夏辰・金東                   | 今村康子・今分喜行           |
| 13   | 2002 | 22              | 王倪喬・銭楽平（中国）                   | 金井和子・原田実               | 崔恩雅・文栄三               |
| 14   | 2003 | 21              | 金世英・金楠勲（韓国）                   | 新井菜穂子・多賀文吾           | 下坂美織・伊藤明雄           |
| 15   | 2004 | 22              | チョ・セビヨル ・ リ・ボンギル（北朝鮮） | キム・ジウン ・ ハ・ソンボン   | 平岡由里子・平岡聡           |
| 16   | 2005 | 22              | 黎念念・劉帆（中国）                     | 金兌炫・温勝勲                 | 笹子理紗・江村棋弘           |
| 17   | 2006 | 21              | ソン・イスル ・ ス・ユテ（韓国）         | イエン・リン ・ ロン・リイン   | 深坂風子・伊達昌希           |
| 18   | 2007 | 22              | 金惠臨・姜昌培（韓国）                   | 小田彩子・永代和盛             | 馬場智弓・斉藤杉太郎         |
| 19   | 2008 | 1               | 平岡由里子・平岡聡（日本）               | 下坂美織・寺山文哉             | 徳永紗月・田中伸拓           |
| 20   | 2009 | 22              | ソン・イェスル ・ イ・サンホン（韓国）   | 小田彩子・永代和盛             | 久代迎春・久代俊明           |
| 21   | 2010 | 22              | 李映周・宋弘銅（韓国）                   | 平岡由里子・平岡聡             | 星さゆり・宮本翼             |
| 22   | 2011 | 22              | 金喜守・李昊承（韓国）                   | 林暁彤・曽平心（中華台北）     | 堀本範子・田中伸幸（日本）   |
| 23   | 2012 | 22              | 張允禎・李昊承（韓国）                   | 平岡由里子・平岡聡（日本）     | 新井菜穂子・蔵元実（日本）   |
| 24   | 2013 | 22              | 金秀英・全俊鶴（韓国）                   | 林虹冰・羅聖傑（中華台北）     | 小田彩子・永代和盛（日本）   |
| 25   | 2014 | 21              | 金秀英・全俊鶴（韓国）                   | 林曉彤・賴宥丞（中華台北）     | 辻萌夏・角田大典（日本）     |
| 26   | 2015 | 21              | 田有珍・宋弘錫（韓国）                   | 小田彩子・永代和盛（日本）     | 竹野麻菜美・坂倉健太（日本） |
| 27   | 2016 | 21              | 金秀英・朴鐘昱（韓国）                   | 白昕卉・黄偉（中華台北）       | 李雪萌・李雪萌（中国）       |
| 28   | 2017 | 21              | 宇根川万里江・瀧澤雄太（日本）           | 柳昇希・李相斌（韓国）         | 呉依銘・趙邦橋（中国）       |
| 29   | 2018 | 21              | 田有珍・許榮珞（韓国）                   | 宇根川万里江・瀧澤雄太（日本） | 陳芊瑜・蔡昀哲（中華台北）   |
| 30   | 2019 | 21              | リ・ルビ ・ 許榮珞（韓国）               | 藤原彰子・津田裕生（日本）     | 陳思・胡煜清（中国）         |
| 31   | 2020 | 2               | 岩井温子・趙錫彬（日本・韓国）           | 金子もと子・佐藤洸矢（日本）   | 辻󠄀萌夏・山田真生（日本）     |
| 32   | 2022 | 17              | 韓智媛・洪世煐（韓国）                   | 藤原彰子・津田裕生（日本）     | 林曉彤・賴宥丞（中華台北）   |

参加国は、第1回は、日本・中国・韓国・中華台北。第18回では、（アジア）日本・中国・韓国・中華台北・マレーシア・シンガポール・タイ・フィリピン、（ヨーロッパ）チェコ・ノルウェー・オーストリア・ドイツ・スペイン・ロシア・フィンランド・フランス・ポーランド、（北米）カナダ・アメリカ、（中南米）コスタリカ・ペルー、（オセアニア）オーストラリアとなっている。
後にプロ入りした出場者としては、他に第12回の石井茜・金井孝太（4位）、謝依旻・許志偉などがいる。